# Regimberto
Regimberto (? — 701) foi duque de Turim e, em seguida e, por um breve período, foi rei dos lombardos (701). Ele era filho de Godeberto e neto de Ariberto I. Ele usurpou o trono em 701, expulsando Liuberto, seu sobrinho-neto, colocando assim o seu filho Ariberto II na linha de sucessão. Ele e os habitantes do Piemonte (antiga Nêustria), saíram ao encontro do regente Ansprando, derrotando-o em uma batalha em Novara. Regimberto todavia morreu pouco tempo depois e seu filho Ariberto II não conseguiu assumir o trono imediatamente.